# دی‌متیل‌منیزیم

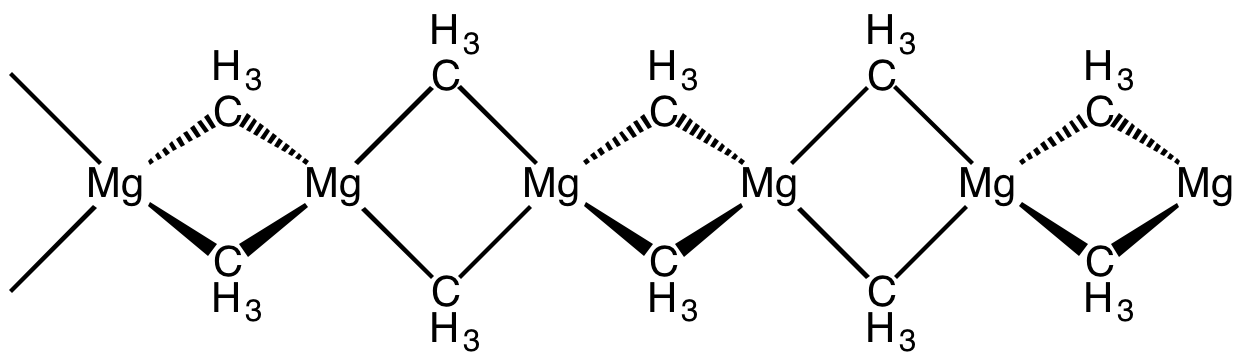
ساختار شیمیایی پلیمر دی متیل منیزیم

دی‌متیل‌منیزیم (به انگلیسی: Dimethylmagnesium) یک ترکیب شیمیایی با شناسه پاب‌کم ۱۸۱۴۱ است. 